# Bryan De La Cruz
Bryan Starling De La Cruz (Santo Domingo Este, República Dominicana, 16 de diciembre de 1996), más conocido como Bryan De La Cruz, es un jugador profesional dominicano de béisbol que se desempeña en la posición de jardinero izquierdo en Atlanta Braves, equipo de las Grandes Ligas de Béisbol (MLB).

## Carrera
De La Cruz hizo su debut en la MLB con el equipo Miami Marlins, en el cual jugó cuatro temporadas (2021-2024), después pasó a Pittsburgh Pirates (2024), posteriormente a Atlanta Braves.